# Lip-Trip
Lip-Trip（リップトリップ）は、後藤沙緒里の1枚目のミニアルバム。 2005年1月28日、b-fairy recordsより発売された。

## 収録曲
1. ちいさな旅
  - 作詞：佐藤裕美
  - 作曲・編曲：藤間仁(Elements Garden)
2. サンデー・ホリデー
  - 作詞：ゆうまお
  - 作曲・編曲：藤間仁(Elements Garden)
3. Lip-Trip
  - 作詞：RINDA
  - 作曲・編曲：太田雅友
4. 花いろ日記
  - 作詞：森ユキ
  - 作曲・編曲：坂本裕介